# Konrad Lykosthenes

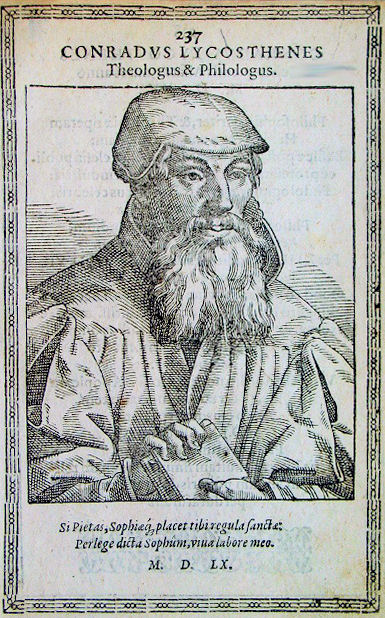
Konrad Lykosthenes, Holzschnitt von Tobias Stimmer (1539–1584), Druck von 1590

Konrad Lykosthenes (eigentlich Conrad Wolffhart, * 8. August 1518 in Rufach (heute: Rouffach, Oberelsaß); † 25. März 1561 in Basel) war Humanist und Enzyklopädist. Er gehört in die Reihe der bedeutenden Universalgelehrten des 16. Jahrhunderts.

## Leben
Conrad Wolffhart, der später den griechischen Namen Lycosthenes annahm, war Sohn des Konsuls Theobald Wolffhart und dessen Ehefrau Elisabeth Kürschner, einer Schwester des Conrad Pellican. Im Alter von 17 Jahren wurde er nach Heidelberg geschickt, wo er im Jahr 1539 das Grundstudium mit dem Magister Artium abschloss, bevor er sich unter dem Einfluss des mit ihm befreundeten Heidelberger Pastors Heinrich Stoll dem Studium der Theologie und der Geschichte zuwandte.
Im Jahr 1542 zog er in Begleitung seines Studienfreundes Heinrich Pantaleon nach Basel. Dort unterrichtete er drei Jahre lang Grammatik und Dialektik und wurde 1545 zum Diakon der St. Leonhardskirche ernannt, ein Amt, das er bis zu seinem Tod beibehielt.
Eine im Jahr 1554 erlittene dauerhafte Lähmung der rechten Körperseite zwang ihn, sich fortan der linken Hand zu bedienen. Lycosthenes starb 1561 im Alter von 43 Jahren in Basel und wurde dort in der St. Leonhardskirche bestattet. Die Grabinschrift lautet: Siste gradum Viator: si bonnus es, morere victurus; sin malus, vive moriturus. Hocce Conradus ego Lycosthenes Rubeacensis, Philosophia perennis compendium, aterni luminum datoris benig. per 42. valetudinaria aetatis annos. M.7.D.7. ferio seduloque commentatus, 8. Kal. Aprilis non improviso apoplexia turbine ad certam immortalitatem anno ejusdem Repar. 1561. praeter votum metumque abreptus, sortis literariae multam saltem, si non magnam, reliqui usuram posteris. Qui potes meliora, debes; atque ut praestes, in rem tuam abi.
Der Gelehrte hatte die verwitwete Christine Herbster, die Schwester des Druckers Johannes Oporinus (Oporin) geheiratet, die in erster Ehe mit Leonhard Zwinger, Vater von Theodor Zwinger dem Älteren vermählt worden war.

## Werk

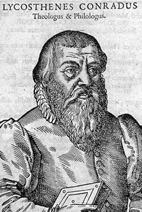
Angeblich Darstellung von Conrad Lycosthenes; tatsächlich wohl Josua Opitz (um 1542–1585)

Sein Schaffen lässt sich charakterisieren als: sammeln, das Tradierte ergänzen und kommentieren.
Zwei große Themenbereiche umfasst es: (a) die enzyklopädische Verfügbarmachung des Sentenzen-Schatzes aus Antike und Humanismus sowie (b) die Zusammenstellung von wunderbaren Vorzeichen.
(a) Er gibt – angeregt von den wegweisenden Sammlungen des Erasmus von Rotterdam – mehrere Sentenzsammlungen heraus: Stobaeus, Enea Silvio, Ravisius Textor, des Erasmus Parabolae, und schließlich 1555 eine eigene Sammlung von Apophthegmata. Die handschriftlichen Notizen erbte sein Stiefsohn Theodor Zwinger, der sie dann mehrmals in immer umfangreicheren Editionen herausgab. Lycosthenes hat so die Grundlagen zur Enzyklopädie Theatrum Vitae Humanae (Schauplatz des menschlichen Lebens) gelegt. – Eine Umformung dieses taxonomisch-systematisch angelegten Werks in ein alphabetisches stellt das Theatrum des Laurentius Beyerlinck (1631 u.ö.) dar.
(b) Das 16. Jahrhundert ist gebannt von der Vorstellung, dass sich das Eingreifen Gottes in Vorzeichen – Naturkatastrophen, Missgeburten, Kometen – ankündigt; eine zeittypische Strategie der Kontingenzbewältigung.  Lycosthenes ediert und ergänzt 1552 das Prodigienbuch des spätantiken Autors Julius Obsequens und stellt 1557 seine eigene Sammlung vor:
Prodigiorum ac ostentorum chronicon: quae praeter naturae ordinem, motum, et operationem, et in superioribus et his inferioribus mundi regionibus, ab exordio mundi usque ad haec nostra tempora, acciderunt …, conscriptum per Conradum Lycosthenem; Basileae, per Henricum Petri 1557 – und im gleichen Jahr auf Deutsch: Wunderwerck oder Gottes unergründtliches vorbilden, das er inn seinen gschöpffen allen, so Geystlichen, so leyblichen … von anbegin der weldt, biß zu unserer diser zeit, erscheynen … lassen: Alles mit schönen Abbildungen gezierdt …, durch Johann Herold … Verteütscht, Basel: Petri, 1557

## Schriften (Auswahl)
- Commentarius in Plinium Juniorem de viris illustribus, Basel 1547, auch 1552 und 1576
- Compendium Bibliothecae Gesnerianae, Basel 1551, auch 1555
- Gnomologia ex Aenea Sylvii Piccolominei … omnibus operibus collecta, Basel 1551
- Prodigiorum ac ostentorum chronicon = Wunderwerck oder Gottes unergründtliches vorbilden, Basel 1557
- Illustrium virorum apophthegmata, Bern 1557, auch Köln 1618
- Apophthegmata ex probatis Graecae Latinaeque Linguae Scriptoribus. A Conrado Lycosthene authore collecta et per locos communes iuxta Alphabeti seriem digesta, Paris: Gorbinus, 1560 und viele weitere Ausgaben
- Theatrum vitae humanae („Schauplatz des menschlichen Lebens“), beträchtlich erweiterte Ausgabe, hrsg. von Theodor Zwinger, 1565